# Hannes Lang
Hannes Lang (* 1981 in Brixen) ist ein in Deutschland lebender italienischer Filmregisseur, Kameramann und Filmproduzent.

## Leben

### Ausbildung und erste Regiearbeiten
Hannes Lang wuchs in den Südtiroler Dolomiten auf. Nach einer Ausbildung zum Schreiner und einem technischen Matura als Geometer arbeitete er als Produktionsassistent beim Kastelruther Filmstudio Penn, bevor er 2004 das Studium der Audiovisuellen Medien an der Kunsthochschule für Medien Köln antrat. Im Rahmen dieses Studiums entstanden mehrere dokumentarische Kurzfilme, u. a. Eine Gemeinde in den Bergen (Dokumentarfilm, 2006, 42 min, DV, Farbe) über den Umgang mit dem Tourismus in Langs Heimatstadt Kastelruth und Der Schnelle Brüter (Dokumentarfilm, 2007, 18 min, DV, Farbe), ein Film über einen Vergnügungspark im ehemaligen Kernkraftwerk Kalkar. Langs Abschlussfilm Leavenworth, WA (Dokumentarfilm, 2008, 29 min, DV, Farbe) über einen Ort im US-amerikanischen Staat Washington, welcher sich aus der wirtschaftlichen Not heraus in ein bayrisches Dorf verwandelte und nun Millionen von Touristen anzieht, war ein internationaler Festivalerfolg und wurde mehrfach ausgezeichnet. Schon diese frühe Arbeiten zeigen formalen Einfluss von Filmemachern wie James Benning oder von Fotokünstlern wie Bernd und Hilla Becher, insbesondere in Bezug auf die Inszenierung und Abbildung von (Nutz-)Landschaften.

### Kinodebüt und Gründung von Petrolio
2011 erhielt Lang das Gerd-Ruge-Stipendium und debütierte beim DOK Leipzig mit seinem ersten abendfüllenden Film Peak – Über allen Gipfeln (Dokumentarfilm, 2011, 90 min, HD, Farbe), der zu diesem Anlass mit dem Dokumentarfilmpreis des Goethe-Instituts ausgezeichnet wurde. Der Film über die technische Aufrüstung der Alpenlandschaften lief nach einer internationalen Festivaltour und mehrfacher Auszeichnung im März 2013 in den deutschen Kinos an.
Gemeinsam mit den Filmemacherinnen Mareike Wegener und Carmen Losmann gründete Lang im Winter 2012 die Produktionskooperative »Petrolio«. Lang und Wegener, die seit dem Studium bei verschiedenen Filmen miteinander kooperieren, produzierten mit »Petrolio« den Kinodokumentarfilm I Want To See The Manager, der seine Premiere beim dänischen Festival CPH:DOX feierte und am 3. September 2015 in den deutschen Kinos startete. Petrolio veröffentlichte 2019 Hannes Langs kurzen Dokumentarfilm Riafn, der seine Welturaufführung beim Visions du Réel feierte und im Anschluss auf eine ausgedehnte Festival-Tour ging, im Verlauf derer er vielfach ausgezeichnet wurde, u. a. mit dem Silbernen Enzian beim Trento Film Festival, dem besten Film im NRW Wettbewerb der Internationale Kurzfilmtage Oberhausen, der besten Kamera beim Rhode Island Flicker Film Festival, dem besonderen Film beim Tegernsee Bergfilmfestival u. v. m.
Bei Carmen Losmanns abendfüllendem Dokumentarfilm Oeconomia, der im Februar 2020 im Rahmen der 70. Internationale Filmfestspiele Berlin in der Sektion Forum uraufgeführt wurde, fungierte Hannes Lang erstmals ausschließlich als Produzent.

## Filmografie
- 2006: Eine Gemeinde in den Bergen (Doku-Kurzfilm)
- 2007: Der Schnelle Brüter (Doku-Kurzfilm)
- 2008: Leavenworth, WA (Doku-Kurzfilm)
- 2011: Peak – Über allen Gipfeln (Dokumentarfilm)
- 2014: I Want To See The Manager (Dokumentarfilm) auch Produzent
- 2019: Riafn (Doku-Kurzfilm) auch Produzent
- 2020: Oeconomia (Dokumentarfilm von Carmen Losmann, nur Produzent)
- 2021: X (Kurzfilm von Mareike Wegener, Kamera und Produzent)
- 2022: Echo (Spielfilm von Mareike Wegener, nur Produzent)

## Auszeichnungen
- 2011: Gerd-Ruge-Projektstipendium
- 2011: Dokumentarfilmpreis des Goethe-Instituts für Peak – Über allen Gipfeln
- 2019: Stipendium für den künstlerischen Film des Ministeriums für Kultur und Wissenschaft des Landes Nordrhein-Westfalen